# Rosteig
 Rosteig (en alsacià Rostai) és un municipi francès, situat a la regió del Gran Est, al departament del Baix Rin. L'any 1999 tenia 566 habitants. Limita al nord amb Soucht i Meisenthal, al sud-est amb Wingen-sur-Moder, al sud amb Zittersheim, al sud-oest amb Puberg i al nord-oest amb Volksberg.
Forma part del cantó d'Ingwiller, del districte de Saverne i de la Comunitat de comunes de Hanau-La Petite Pierre.

## Demografia
| 1962 | 1968 | 1975 | 1982 | 1990 | 1999 |
| ---- | ---- | ---- | ---- | ---- | ---- |
| 637  | 677  | 672  | 621  | 616  | 566  |

## Administració
| Període | Identitat       | Partit |
| ------- | --------------- | ------ |
| 2001-   | Charles Schwenk |        |